# Иванов, Дмитрий Иосифович
Дмитрий Иосифович Иванов (род. 1946) — советский и украинский поэт.

## Биография
Родился 22 октября 1946 года в селе Тарасовка (ныне Кропивницкий район, Кировоградская область, Украина). Окончил среднюю школу имени Демьяна Бедного.
Первые стихи Дмитрий напечатал в районной газете. Служил в железнодорожном полку Чернигова и посещал заседания областной литературной студии при редакции газеты «Деснянская правда».
Настоящий литературный успех пришёл к нему в 1976 году на Ирпенском семинаре молодых литераторов. Рабочий теплицы из совхоза имени Фрунзе Черниговского района поразил присутствующих новизной тематики и своеобразием его художественного воплощения.
В журнале «Отчизна» с послесловием Ивана Драча появляется широкая подборка его произведений. Это был убедительный дебют. А скоро в издательстве «Молодь» вышла в свет книга стихов Дмитрия Иванова «Зерно и любовь». Вслед за ней в «Радуге» выходит сборник для детей «Играй, сопилонька моя».
Подборки Дмитрия Иванова появляются на страницах всесоюзной прессы. Впоследствии они вошли в сборник «Красный корень», что увидела свет в московском издательстве «Молодая гвардия».
Дмитрий Иванов принимает активное участие в общественной жизни. Участник многочисленных семинаров, декад, форумов, фестивалей литературы, которые проводятся в стране и за рубежом.
Вскоре вышли из печати его новые книги «Стремя» и «Маминых слов бархатцы».
Иванов окончил филологический факультет КГУ имени Т. Г. Шевченко, работает в областном Доме народного творчества, а затем переходит на работу в редакцию газеты «Гарт», которую возглавляет с 1991 года. Член Национального союза писателей Украины за единство.
В 2014 Дмитрий Иосифович издал книгу «Семейный ветер».

## Награды и премии
- Заслуженный журналист Украины
- Национальная премия Украины имени Тараса Шевченко (2010) — за книгу стихов «Село в терновом венце»
- Премия имени Н. А. Островского — за книгу «Завещания моего рода»
- Премия имени Нечуя-Левицкого
- Международная украинская премия имени Г. С. Сковороды
- Премия имени М. М. Коцюбинского
- Областная литературная премия имени А. Десняка